# Drita Çomo
Drita Çomo (ur. 19 marca 1958 w Tiranie, zm. 19 lutego 1981 w Tiranie) – albańska poetka.

## Życiorys
Jej rodzice (Maqo Çomo i Liri Belishova) do końca lat 50. XX w. należeli do kierownictwa Albańskiej Partii Pracy. W atmosferze pogarszających się relacji albańsko-radzieckich, w listopadzie 1960 r. oboje zostali oskarżeni o szpiegostwo na rzecz ZSRR i zdradę partii albańskiej. Maqo Çomo został skazany na 30 lat więzienia, zaś Liri Belishova, wraz z dwuletnią wówczas córką została internowana w miejscowości Kuç k. Vlory, a następnie w Progonat. Trzecim i ostatnim miejscem internowania było Cërrik. Tam też Drita ukończyła szkołę średnią, ale z powodu postępującej choroby nowotworowej nie przystąpiła do matury. W wieku 23 lat zmarła w szpitalu onkologicznym w Tiranie. 
Przez ostatnie lata swojego życia prowadziła dziennik, stanowiący zapis wydarzeń związanych z pobytem w miejscu odosobnienia. Pozostawiła po sobie także kilkadziesiąt wierszy, powstałych w latach 1975–1981, które są zapisem cierpienia, bólu i fascynacji młodością, a także dziennik. Zbiór jej utworów ukazał się w Tiranie, w dwudziestą rocznicę śmierci.
Imię poetki nosi szkoła podstawowa w Cërriku.

## Dzieła opublikowane
- 2001: Drite qe vjen nga humnera (Światło, które przychodzi z otchłani), przedmowa: Ismail Kadare, wyd. Onufri, Tirana.